# IOP Publishing
IOP Publishing (раніше Institute of Physics Publishing) — видавницька компанія британського Інституту фізики. Вона забезпечує публікування результатів наукових досліджень у всьому світі, включаючи журнали, веб-сайти співтовариства, матеріали конференцій і книги. Інститут фізики — це наукова неприбуткова благодійна організація, що займається удосконаленням практики, розуміння та застосування фізики. Частина фінансових прибутків, отримані від діяльності видавництва IOP Publishing, спрямовуються на підтримку розвитку фізики через Інститут фізики.
Основна штаб-квартира IOP Publishing знаходиться у Бристолі (Велика Британія), а північноамериканська штаб-квартира — у Філадельфії (США). Компанія також має регіональні офіси у Вашингтоні (округ Колумбія), Мехіко, Пекіні, Токіо, Москві, Санкт-Петербурзі і Сіднеї. У них працюють близько 400 співробітників.

## Книги
У 2005 році IOP Publishing продало свій книговидавничий підрозділ (з імпринтом «Adam Hilger») компанії Taylor & Francis. IOP Publishing співпрацює з видавництвом Morgan & Claypool Publishers в рамках книжкової програми, яка зорієнтована на дослідників, що перебувають на ранніх етапах своєї дослідницької кар'єри або які хотіли б підійти до предмету досліджень ширше та у різних дисциплінах.
У 2014 році IOP Publishing і Американське астрономічне товариство (AAS) оголосили про партнерство у випуску електронних книг в рамках місії останнього з розширення та поширення наукового розуміння людством Всесвіту.
До 2023 року за 10 попередніх років видавництвом опубліковано понад 110 електронних книг. Наукові монографії публікуються видавництвом IOP Publishing в електронних форматах PDF, EPUB та форматах, що підтримуються Kindle, а також друкуються на замовлення.

## Журнали
Компанія видає журнали, збірники статей і матеріали наукових конференцій, серед них:
- 2D Materials
- Advances in Natural Sciences: Nanoscience and Nanotechnology
- Applied Physics Express
- Biofabrication
- Bioinspiration & Biomimetics
- Biomedical Materials
- Biomedical Physics & Engineering Express
- Chinese Physics B
- Chinese Physics C
- Chinese Physics Letters
- Classical and Quantum Gravity
- Communications in Theoretical Physics
- Computational Science & Discovery
- Convergent Science Physical Oncology
- EPL
- Environmental Research Letters
- European Journal of Physics
- Flexible and Printed Electronics
- Fluid Dynamics Research
- Inverse Problems
- Izvestiya: Mathematics (до березня 2022[7])
- Japanese Journal of Applied Physics
- Journal of Breath Research
- Journal of Cosmology and Astroparticle Physics
- Journal of Geophysics and Engineering
- Journal of Instrumentation
- Journal of Micromechanics and Microengineering
- Journal of Neural Engineering
- Journal of Optics
- Journal of Physics A: Mathematical and Theoretical
- Journal of Physics B: Atomic, Molecular and Optical Physics
- Journal of Physics: Communications
- Journal of Physics D: Applied Physics
- Journal of Physics G: Nuclear and Particle Physics
- Journal of Physics: Condensed Matter
- Journal of Radiological Protection
- Journal of Semiconductors
- Journal of Statistical Mechanics: Theory and Experiment
- Laser Physics
- Laser Physics Letters
- Materials Research Express
- Measurement Science and Technology
- Methods and Applications in Fluorescence
- Metrologia
- Modelling and Simulation in Materials Science and Engineering
- Nanotechnology
- New Journal of Physics
- Nonlinearity
- Nuclear Fusion
- Physica Scripta
- Physical Biology
- Physics Education
- Physics in Medicine and Biology
- Physics-Uspekhi (до березня 2022[7])
- Physiological Measurement
- Plasma Physics and Controlled Fusion
- Plasma Science and Technology
- Plasma Sources Science and Technology
- Publications of the Astronomical Society of the Pacific
- Quantum Electronics (до березня 2022[7])
- Quantum Science and Technology
- Reports on Progress in Physics
- Research in Astronomy and Astrophysics
- Russian Chemical Reviews (до березня 2022[7])
- Russian Mathematical Surveys (до березня 2022[7])
- Sbornik: Mathematics (до березня 2022[7])
- Semiconductor Science and Technology
- Smart Materials and Structures
- Superconductor Science and Technology
- Surface Topography: Metrology and Properties
- Astronomical Journal
- Astrophysical Journal
- Astrophysical Journal Letters
- Astrophysical Journal Supplement Series
- Translational Materials Research

## Збірники статей
Матеріали наукових конференцій публікуються у тематичних збірниках праць за темами у серії «IOP Conference Series»:
- Науки про Землю — Earth and Environmental Science (EES)[9]
- Будівельна справа і архітектура — Materials Science and Engineering (MSE)
- Матеріалознавство — Materials Science Forum
- Автоматика і енергетика — IEEE Xplore
- та інші.